# Dioscoreales
De Dioscoreales zijn een orde van bedektzadigen. De botanische naam is gevormd uit de familienaam Dioscoreaceae. Een orde onder deze naam wordt de laatste decennia zo af en toe erkend door systemen voor plantentaxonomie.
Hieronder zijn het APG-systeem (1998), het APG II-systeem (2003) en het APG III-systeem (2009): deze plaatsen de orde in de monocots; in de 23e druk van de Heukels is dit vertaald met "Eenzaadlobbigen".
Volgens APG III is de samenstelling:
- orde Dioscoreales
  - familie Burmanniaceae
  - familie Dioscoreaceae
  - familie Nartheciaceae

De bekendste plant uit deze orde is de yam (Dioscorea) of het moest beenbreek zijn.
Dit is een wijziging ten opzichte van APG dat de volgende samenstelling hanteerde:
- orde Dioscoreales
  - familie Burmanniaceae
  - familie Dioscoreaceae
  - familie Taccaceae
  - familie Thismiaceae
  - familie Trichopodaceae

De wijziging is minder groot dan ze op het eerste gezicht lijkt: de Nartheciaceae zijn de enige planten die over de grens van de orde verplaatst zijn. De Taccaceae en Trichopodaceae worden door APG II ingevoegd in de familie Dioscoreaceae; de Thismiaceae worden ingevoegd bij de Burmanniaceae.
De APWebsite [6 maart 2008] hanteert weer een andere samenstelling:
- orde Dioscoreales
  - familie Burmanniaceae
  - familie Dioscoreaceae
  - familie Nartheciaceae
  - familie Taccaceae
  - familie Thismiaceae

In het Cronquist-systeem werden de meest van de betreffende planten geplaatst in de orde Liliales.